# 삼국유사테마파크
삼국유사테마파크는 대한민국 대구광역시 군위군 의흥면에 위치한 테마파크. 한국의 대표 역사서인 삼국유사 (三國遺事) 속 콘텐츠를 시각화한 다양한 전시·조형물과 교육·체험 프로그램들을 통해 어린이 어른 등 세대의 관람객에게 우리 민족의 정체성을 확립시키면서 사계절 볼거리와 즐길 거리를 동시에 제공해 주는 문화와 관광이 한데 어우러진 복합문화공간이다.

## 역사
2010년 문화체육관광부의 '3대 문화권 관광진흥사업' 에 선정되어, 김영만 군수를 중심으로 약 1224억 원을 투입해 의흥면 이지리 일원에 삼국유사를 주제로한 테마파크를 조성하기 시작하였다.
2018년 11월 준공이 완료되었고, 1년간 시범운영 후 정식 개관한다고 한다.
2019년 1월에는 테마파크의 안정적인 운영을 위해 군위군에서 ‘삼국유사사업소’를 신설하였고, 7월 김영만 군수를 이사장으로 한 군위문화관광재단을 설립하였다. 또 8월부터 임시운영을 시작하였다.
2020년 7월 1일 약 1년간의 임시운영 끝에 정식 개관하였다.
2023년 문화체육관광부에서 지정한 ‘로컬100’(지역문화매력 100선)에 선정되었다.

## 체험[5]
삼국유사와 관련된 다양한 볼거리, 즐길거리가 있다. 대표적인 체험으로는 웅녀 탄생설화를 찾아가며 동굴을 탐사하는 웅녀 동굴체험. 실내에서는 삼국유사를 주제로 한 전시 및 다양한 체험을 함께할 수 있는 가온누리관, 실외에는 해룡열차, 곡궁체험관 등의 프로그램을 즐길 수 있다. 여름과 겨울 한정으로 물놀이장과 썰매장도 오픈한다.

## 교통

### 자가용[6]

#### 서울 출발
- 경로: 올림픽대로(하남방면) → 강일IC → 중부고속국도 → 호법분기점 → 영동고속국도(호법~만종) → 상주영천고속도로 → 동군위IC

#### 부산 출발
- 경로: 경부고속도로 → 상주영천고속도로 → 동군위IC

#### 대구 출발
- 경로: 대구시청 → 경부고속도로 북대구IC → 중앙고속도로 금호분기점(안동방면) → 군위IC → 팔공산터널 → 부계교차로(부계방면) → 우보의성방면 좌회전 → 산성가음로

고속버스 이용 시, 서울에서는 동서울터미널에서 오전 7시 30분부터 저녁 7시 30분까지 버스가 있다. 대구, 인천, 포항에서 출발하는 경우, 고속버스를 타고 대구 북부시외버스터미널에 도착한 후, 그곳에서 삼국유사테마파크로 가는 버스를 이용할 수 있다.